# 志佐勝
志佐 勝（しさ かつ / まさる、1864年3月13日（文久4年2月6日） - 1928年（昭和3年）3月20日）は、日本の海軍軍人、政治家。最終階級は海軍主計中将。貴族院勅選議員。

## 経歴
肥前国松浦郡福江村（現長崎県五島市福江町）で、福江藩士・志佐明誠の長男として生まれる。1874年、長崎の英語学校に入学。
1885年9月12日、官庁主計部員に任官。同年10月、海軍主計補となる。以後、磐城主計長心得、横須賀鎮守府主計部監獄課長心得、扶桑主計長、松島主計長などを務め、1891年12月、松島回航事務取扱委員として仏国に出張し、1892年10月に帰国。その後、海軍省第三局第一課次長、同経理局第一課課僚を経て、1894年7月、近江丸主計長に就任し日清戦争に出征した。
以後、旅順口根拠地隊主計部員、吉野主計長、臨時建築部支部員、兼主計官練習所教官、海軍省経理局課員などを務め、1902年5月、海軍主計大監に昇進。経理局第二課長兼主計官練習所長、主計官練習所長兼教官、海軍経理学校長兼教官、佐世保経理部長兼佐世保鎮守府主計長などを経て、1908年12月10日、海軍主計総監に進んだ。1912年5月10日、海軍省経理局長に就任。1919年9月23日、海軍武官官階表の改正により海軍主計中将となる。軍令部出仕を経て、1923年6月1日待命、同年7月1日予備役編入、1926年2月6日に後備役となった。
1923年8月29日、貴族院勅選議員に任じられ、研究会に所属して活動し死去するまで在任した。

## 栄典
- 1907年（明治40年）12月27日 - 正五位[9]
- 1923年（大正12年）6月1日 - 従三位[10]

## 訳書
- ノア・ウェブスター『スペルリング独稽古』慶雲堂、1885年。
- ノア・ウェブスター『スペルリング英語独学』報告堂、1885年。